# Dex Plastomers

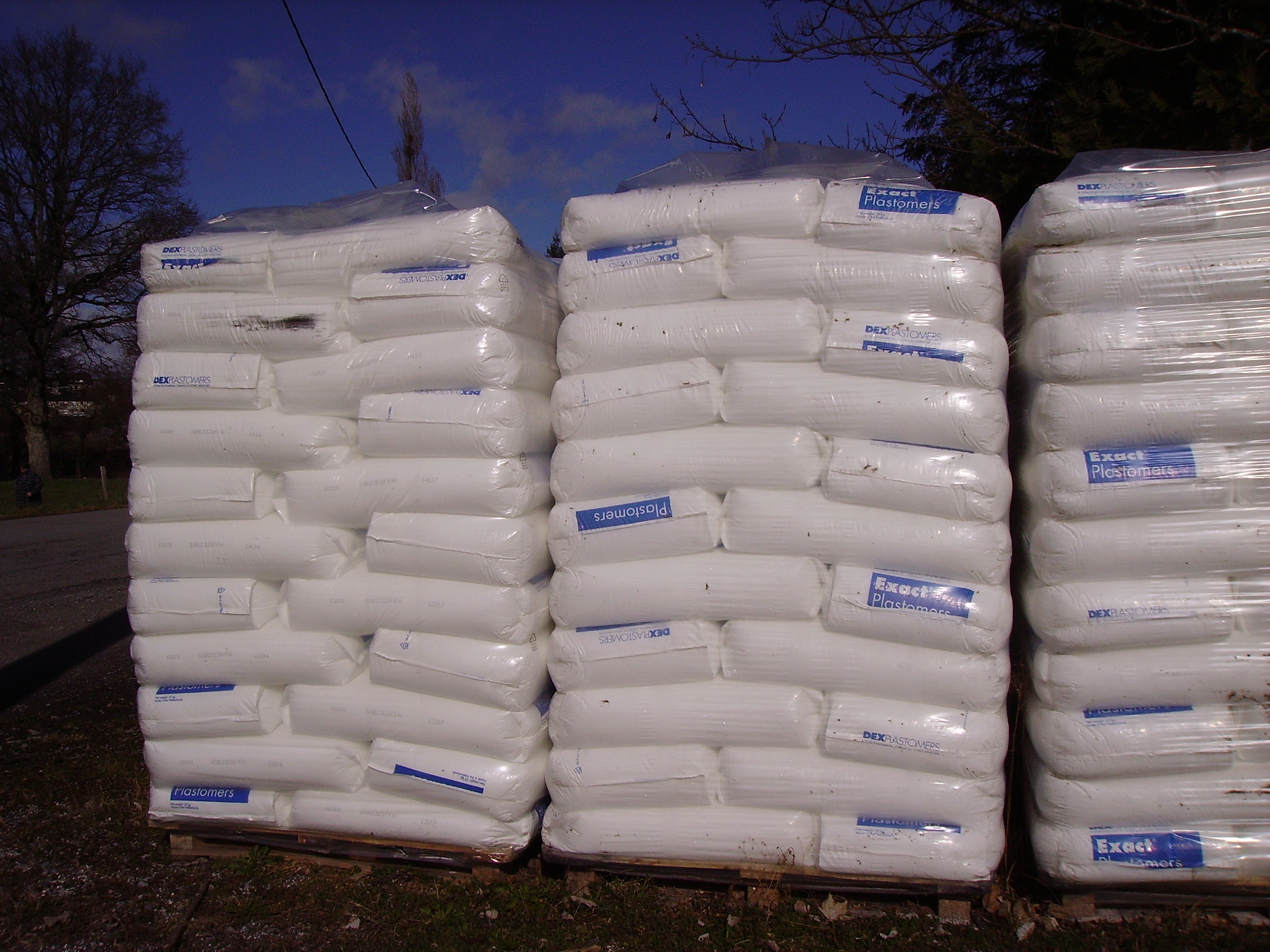
zakken met kunststofkorrels

Dex Plastomers is de naam van een joint venture waarin DSM en ExxonMobil samenwerken.
Het bedrijf is opgericht in 1996 en is gevestigd te Geleen. Het produceert LLDPE en heeft een productiecapaciteit van 120 kton/jaar. In 1997 startte de productie onder de merknaam Exact.